# AdZyklopädie
AdZyklopädie ist ein Kunstwort mit der Bedeutung Enzyklopädie für Ads (Ads=Advertisements = Anzeigen/Werbemaßnahmen). Die AdZyklopädie ist ein digitales Archiv für Werbemaßnahmen, das ältere und aktuelle Werbungen und Kommunikationsmaßnahmen aus verschiedenen Medien digital speichert – aus Publikums- und Fachzeitschriften, Tageszeitungen, Fernsehen, Kino, Plakate/Out-of-Home, Internet, Infoscreen, Digital Signage, Flughafenwerbung, Radio- und Hörfunkwerbung. AdZyklopädie wird von Werbeagenturen genutzt, ebenso von Herausgebern von Publikationen,  Zeitschriften und Zeitungen sowie von Organisationen zur Beobachtung von Verkaufserfolgen. „Werbung ist Kulturgut“ ist das Motto von AdZyklopädie.

## Geschichte
Anzeigen in Publikation werden von Kreativen in den Werbeagenturen entwickelt, gestaltet und mit Text versehen. Bis Ende 1990 wurden in Deutschland Anzeigen umfassend lediglich von Stefan Rögener in seiner Firma AdFinder in Hamburg und von Maren Riepelmeier im Rahmen der BBDO in Düsseldorf archiviert und zu Zwecken der Recherche den Werbeagenturen angeboten. Bei der Schaffung neuer Werbung ist es wichtig zu wissen, wie frühere Werbung für das aktuelle Produkt von den verschiedenen Herstellern ausgesehen hat und wie die Konkurrenz aktuell dafür wirbt.
1994 entwickelte Peter Karow ein Konzept, um Anzeigen erstmalig auch digital zu speichern und mittels einer Verschlagwortung systematisch zu archivieren. Er wandte sich an Stefan Rögener, dessen Anzeigenarchiv damals aus ca. 3.000 Schubern mit je etwa 700 (analogen) Anzeigen aus Zeitschriften bestand, sortiert nach einigen Kriterien wie Design, Branche, Jahrgang. Aber es war noch zu früh, die PCs nicht leistungsstark genug und die Speichermöglichkeiten zu knapp. 1998 wollte er dann DVDs als Speichermedium benutzen, aber auch das war noch zu umständlich. Erst als über ISDN 1999 das Internet bei Agenturen lebendig wurde, gab es für den Aufbau einer AdZyklopädie eine Chance. Peter Karow digitalisierte umgehend mit Studenten etwa 60.000 Anzeigen aus dem Archiv von Stefan Rögener auf eigene Faust und gründete 1999 mit Stefan Rögener und Karl-Ernst Gaertner die AdVision digital GmbH. Alle drei arbeiteten unentgeltlich. Stefan Rögener betrieb parallel weiter seine Firma AdFinder für die herkömmliche Recherche und besorgte den aktuellen Nachschub für die Digitalisierung.
Mit dem Gesamtverband Kommunikationsagenturen (GWA) wurde im Herbst 2000 ein Kooperationsvertrag über die zukünftige Internetnutzung des Archivs abgeschlossen. Das war der Durchbruch.

## Beschreibung
In der AdZyklopädie kann Printwerbung ab 1947 eingesehen werden, TV-Werbung ab 1970. Weiter als bis zum Jahr 1947 in die Geschichte der Werbung einzudringen, ist nur schwer möglich, weil keine entsprechenden Sammlungen zur Digitalisierung öffentlich verfügbar sind. Mehr als 8,5 Millionen Werbekampagnen sind Anfang 2017 archiviert und die 50 Mitarbeiter bei AdVision damit beschäftigt, national und international rund 1.500 aktuelle Titel im Bereich der Publikums- und Fachzeitschriften sowie 100 Tageszeitungen und 75 Fernsehsender regelmäßig zu erfassen – etwa 70.000 Werbemaßnahmen monatlich. Damit ist die AdZyklopädie das umfassendste Archiv für Werbemaßnahmen in Deutschland.
Mit Hilfe der vielen gespeicherten Merkmale ist es möglich, die relative Bedeutung einer Maßnahme zu ermitteln, unter den verschiedensten Aspekten wie Streuung, Wirkung, Kosten und Medium.
Das Archiv kann im Internet durchsucht werden Es steht insbesondere Werbeagenturen und Werbungtreibenden über ein Abonnement zu Recherchezwecken zur Verfügung. Speziell kann man mit der AdZyklopädie für die Wettbewerbsbeobachtung Streu- und Schaltpläne sowie Spendings (= Werbeaufwendungen) einzelner Firmen oder Branchen ermitteln.

## Suchkriterien
Zu den einzelnen Werbemaßnahmen sind Informationen zu folgenden Bereichen gespeichert, mit deren Hilfe das Archiv durchsucht werden kann;
Branche, Segment, Produktgruppe, Konzern, Marke, Produkt, Datum, Medienbereich, Medium, Werbeaufwand, Designcode, Credits, Slogans/Claims, Volltext
Mit dem Designcode werden 700 gestalterische bzw. inhaltliche Aspekte kategorisiert (mit Rubrik, Aspekt, Element), ergänzt um wissenswerte Details, beispielsweise ADC (Art Directors Club) Awards, Cannes Lions oder Clio Awards. Designcode-Rubriken sind dabei Architektur, Essen/Trinken, Gegenstände, Geographie, Kultur/Kunst, Landschaft, Menschen, Pflanzen/Tiere, Sport/Freizeit, Texturen/Typographie.
Die Credits erfassen die Macher hinter den Werbekampagnen wie Regisseur, Beratung, Kameramann, Filmproduktion etc. Slogans/Claims werden im Bereich Printwerbung gesondert abgespeichert.
Für die Volltextrecherche wird der Fließtext von Printwerbungen aufgenommen. Die redaktionellen Texte der Zeitschriften und Tageszeitungen werden gelesen und nach Häufigkeit der Nennung bestimmter Produkte durchsucht. Für eine Auswahl an TV- und Radio-Spots werden die Storylines gespeichert.

## Rezeption in der Wissenschaft und Lehre
Grafikstudenten und -dozenten können nach Anmeldung auf die Daten gebührenfrei zugreifen. Die Inhalte der AdZyklopädie werden von Professoren für Grafikdesign in wissenschaftlichen Werken verwendet.